# Hotter Than Hell
Hotter Than Hell — другий студійний альбом американського хардрок-гурту Kiss, випущений 22 жовтня 1974 року лейблом Casablanca Records. 23 червня 1977 року лонгплей отримав золотий сертифікат RIAA, розійшовшись тиражем 500 000 примірників. Альбом був перевиданий у 1997 році. Диск досяг #100 позиції у чарті Billboard, не маючи хіт-синглу. Композиції: "Parasite", "Hotter Than Hell", "Let Me Go, Rock & Roll" та "Watchin' You" активно виконувались гуртом на концертах.

## Треклист
| Сторона A | Сторона A                  | Сторона A               | Сторона A       | Сторона A  |
| #         | Назва                      | Автор                   | Основний вокал  | Тривалість |
| --------- | -------------------------- | ----------------------- | --------------- | ---------- |
| 1.        | «Got to Choose»            | Пол Стенлі              | Стенлі          | 3:54       |
| 2.        | «Parasite»                 | Ейс Фрейлі              | Джин Сіммонс    | 3:01       |
| 3.        | «Goin’ Blind»              | Сіммонс, Стівен Коронел | Сіммонс         | 3:36       |
| 4.        | «Hotter than Hell»         | Стенлі                  | Стенлі          | 3:31       |
| 5.        | «Let Me Go, Rock ’n’ Roll» | Сіммонс                 | Сіммонс, Стенлі | 2:14       |
| 16:16     |                            |                         |                 |            |

| Сторона Б | Сторона Б      | Сторона Б      | Сторона Б      | Сторона Б  |
| #         | Назва          | Автор          | Основний вокал | Тривалість |
| --------- | -------------- | -------------- | -------------- | ---------- |
| 6.        | «All the Way»  | Сіммонс        | Сіммонс        | 3:18       |
| 7.        | «Watchin' You» | Сіммонс        | Сіммонс        | 3:43       |
| 8.        | «Mainline»     | Стенлі         | Пітер Крісс    | 3:50       |
| 9.        | «Comin' Home»  | Фрейлі, Стенлі | Стенлі         | 2:37       |
| 10.       | «Strange Ways» | Фрейлі         | Крісс          | 3:18       |
| 16:46     |                |                |                |            |

## Учасники запису
Kiss
- Пол Стенлі – ритм-гітара, вокал
- Джин Сіммонс – бас-гітара, вокал
- Пітер Крісс – ударні, вокал
- Ейс Фрейлі – соло-гітара; бас-гітара у «Parasite»; бек-вокал у "Parasite", "Comin' Home" та "Strange Ways"

Продюсування
- Кенні Кернер – співпродюсер
- Річі Вайз – співпродюсер
- Воррен Дьюї – звукоінженер
- Норман Сіфф – фотографія, артдиректор
- Джон Ван Хамерсвелд – дизайн, художнє керівництво
- Джозеф М. Пальмаччо – ремастеринг

## Сертифікації
| Регіон                                             | Сертифікація | Продажі  |
| -------------------------------------------------- | ------------ | -------- |
| США (RIAA)                                         | Золотий      | 500 000^ |
| ^відвантаження, що базуються лише на сертифікаціях |              |          |